# Jasmin Stowers
Jasmin Stowers (ur. 23 września 1991) – amerykańska lekkoatletka specjalizująca się w biegu na 100 metrów przez płotki.
W 2007 roku zajęła czwarte miejsce w mistrzostwach świata juniorów młodszych.
Mistrzyni Stanów Zjednoczonych oraz medalistka mistrzostw NCAA.
Rekordy życiowe: bieg na 100 metrów przez płotki – 12,35 (15 maja 2015, Doha), dziesiąty wynik w historii światowej lekkoatletyki; bieg na 60 metrów przez płotki (hala) – 7,82 (6 marca 2017, Albuquerque).

## Osiągnięcia
| Rok  | Impreza                               | Miejsce | Konkurencja                          | Pozycja    | Wynik |
| ---- | ------------------------------------- | ------- | ------------------------------------ | ---------- | ----- |
| 2007 | Mistrzostwa świata juniorów młodszych | Ostrawa | bieg na 100 m przez płotki (76,2 cm) | 4. miejsce | 13,70 |